# Laimonis Laizāns
Laimonis Laizāns   (Riga, 30 de gener de 1945 - Riga, 16 de novembre de 2020) fou un futbolista letó de la dècada de 1970.
Pel que fa a clubs, defensà els colors de FK Daugava Rīga i FK Torpedo Moscou de Valentin Ivanov i Eduard Streltsov.